# Flagge Zyperns
Der Artikel liefert einen Überblick über die Geschichte der Flaggen der staatlichen Gebiete auf Zypern.

## Britisch-Zypern
1878 kam Zypern unter britische Kontrolle. 1881 erhielt die Kolonie Britisch-Zypern eine eigene Flagge, eine Blue Ensign mit dem Emblem Zyperns, dass auf einer weißen Scheibe die Buchstaben C.H.C. für Cyprus High Commissioner zeigte. 1905 erhielt Zypern von Edward VII. ein neues Emblem: Zwei rote heraldische Leoparden (also Löwen mit dem Gesicht zum Betrachter zugewandt) auf weißem Grund. Sie waren ursprünglich das Symbol vom englischen König Richard I., der die Insel 1191 eroberte. Zwar wurde das Emblem auf dem Union Jack des Hochkommissars eingeführt, auf der Blue Ensign aber erst 1922. Dann allerdings ohne die weiße Scheibe. Diese blieb wiederum auf der Red Ensign um die roten Leoparden vom Hintergrund zu trennen.

Britische Kolonialflagge, 1881 bis 1922
Britische Kolonialflagge, 1922 bis 1960
Red Ensign, 1922 bis 1960

Flagge des Hochkommissars, 1881 bis 1905
Flagge des Hochkommissars, 1905 bis 1925; Flagge des Gouverneurs, 1925 bis 1960

## Republik Zypern
Wenige Monate wurde von der ab 1960 unabhängigen Republik Zypern eine  Flagge verwendet, die sich etwas im Design von der heutigen unterschied. Hierbei waren die Umrisse der Insel golden dargestellt, die Inselfläche aber weiß. Am 16. August 1960 sowie im Jahr 2006 wurde die Flagge abgeändert. Seit der Invasion der Türkei im Nordteil der Insel im Sommer 1974 hat die Republik Zypern die Herrschaft über Nordzypern verloren, hält jedoch weiterhin an ihrem völkerrechtlichen Anspruch auf dieses Gebiet fest.

3:5   Republik Zypern, April bis August 1960
3:5   Republik Zypern, August 1960 bis August 2006
3:5  Republik Zypern, seit August 2006

## Türkische Republik Nordzypern
Am 20. Juli 1974 begannen türkischen Streitkräfte mit einer Besetzung Nordzyperns. Am 18. November 1983 wurde die Türkische Republik Nordzypern proklamiert, die aber bisher von der internationalen Staatengemeinschaft mit Ausnahme der Türkei nicht anerkannt wird. Auch die seit 1984 verwendete Flagge hat international diesen eingeschränkten Status. Zwischen 1983 und 1984 verwendete die Türkische Republik Nordzypern eine Flagge in der umgekehrten Farbfolge. Inoffiziell wird oft auch die Flagge der Türkei verwendet.

Türkische Republik Nordzypern, 1983 bis 1984
Türkische Republik Nordzypern, seit 1984

## Britische Militärbasen Akrotiri und Dekelia
Die Militärbasen in Akrotiri und Dekelia gelten als britisches Überseegebiet und verwenden den Union Jack als Flagge. In den Zürcher und Londoner Abkommen, die die Unabhängigkeit Zyperns einleiteten, beschloss die ehemalige Kolonialmacht Großbritannien gemeinsam mit der Türkei und Griechenland, dass diese Basen auch nach der Schaffung der Republik Zypern im Besitz des Vereinigten Königreichs bleiben sollten. Bis dahin verwenden sie als britisches Territorium den Union Jack.

Union Jack

Eine grüne Flagge mit zwei goldenen Löwen wird oft als inoffizielle Flagge von Akrotiri und Dhekelia bezeichnet. Dies ist die von der Dhekelia-Garnison verwendete Flagge, die wiederum von der Kolonialflagge Zyperns abgeleitet ist. Die beiden Löwen stammen aus dem Wappen von König Richard I. von England, da er das Königreich Zypern eroberte und gründete. Die goldenen Löwen auf Grün sind in diesem Gebiet weit verbreitet; Sie erscheinen auch auf dem Wappen der King Richard School und auf der Flagge des Dhekelia Sailing Club.

Flagge der Dhekelia-Garnison sowie inoffizielle Flagge von Akrotiri und Dhekelia

## Entwurf zum Annan-Plan
Im Annan-Plan wurde für die Vereinigte Republik Zypern eine neue Flagge vorgeschlagen. Sie bestand aus horizontalen Streifen in der Folge Blau-Weiß-Kupfer-Weiß-Rot. Der blaue und der rote Streifen ist fünfmal so breit, wie die weißen. Der kupferne Streifen nimmt die halbe Breite der Flagge ein. Blau steht für die griechische Bevölkerung, Rot für die türkische. Kupfer steht für die Insel, da es nach ihr benannt ist und in der Antike das Hauptexportgut war. Die Flagge war einer aus mehreren hunderten Vorschlägen eines internationalen Wettbewerbs.

3:5 Flaggenentwurf für die Vereinigte Republik Zypern